# Черешково
Черешко́во (рос. Черешково) — присілок у складі Леб'яжівського округу Курганської області, Росія.
Населення — 45 осіб (2010, 70 у 2002).